# Quista citrina
Quista citrina är en fjärilsart som beskrevs av Sergius G. Kiriakoff 1979. Quista citrina ingår i släktet Quista och familjen tandspinnare. Inga underarter finns listade.